# Smålands runinskrifter 30
Sm 30 är en vikingatida runsten i Trotteslöv i Ljungby kommun, Småland. Den står strax söder om samhället Lagan på västra sidan av vägen mot Ljungby.

## Stenen
Stenen är 175 cm hög och 120 cm bred vid basen, samt cirka 35 cm tjock. Runornas höjd är runt 18 cm. Vänstra sidan av stenen är skadad och inskriften finns endast kvar på högra sidan. Mitt på stenen finns ett stort kors.

## Historia
Sm 30 står vid ett gravfält där det före 1880-talet funnits en större gravhög och minst ett 80-tal mindre synliga gravar, samt flera bautastenar.
Flertalet av de gravar som undersökts härstammar från vikingatiden.
Strax i närheten av stenen finns en äldre bro över en bäck. I den bron har tidigare stenen varit inlagd. Den togs ut och restes åter på 1830-talet. Den nuvarande placeringen är sannolikt nära den ursprungliga. Stenen nämns ej i 1600- eller 1700-tals källor, men lokalbefolkningen har tydligen vetat att det var en runsten trots att inskriptionen låg neråt och inte var synlig. Det berättades nämligen att så länge stenen fanns i bron så höll den inte, och därför var man tvungen att ta ut den.

## Inskriften
Translitterering av runraden:
… [it] (u)tulf : sun : sin : mana …
Normalisering till runsvenska:
… at(?) Uddulf(?), sun sinn, manna …
Översättning till nusvenska:
… efter(?) Uddulf(?), sin son, av män …